# Elysian Fields (groupe)
Pour les articles homonymes, voir Elysian Fields.

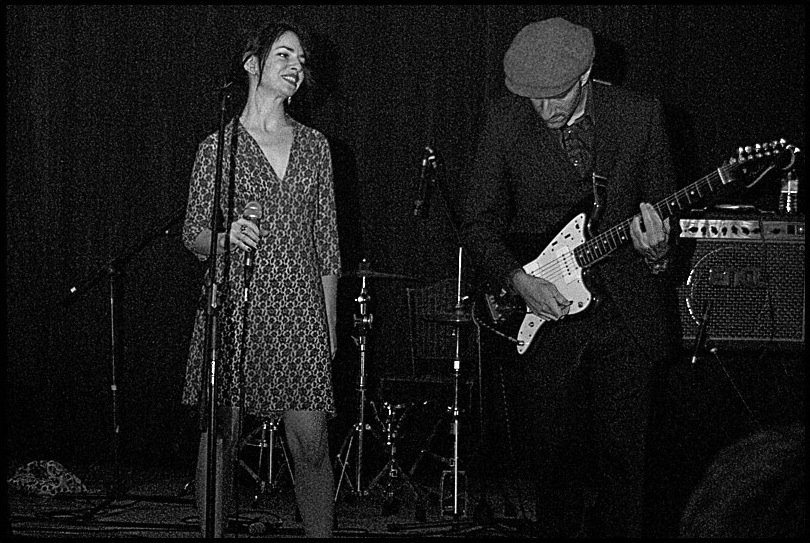
Elysian Fields

Elysian Fields est un groupe de musique new-yorkais, formé en 1995 autour d'Oren Bloedow (guitariste) et de Jennifer Charles (chant, instruments). Les autres membres sont James Genus (également présent dans le groupe Dave Douglas Sextet), Ed Pastorini et Ben Perowsky (également présent dans les groupes Spanish Fly et Barhopping).
Leurs albums sont teintés de jazz et incluent quelques morceaux de rock ; mais le groupe est plus connu pour ses ballades sombres, mystérieuses et mélancoliques, et le timbre envoûtant de la chanteuse, qui forment ce qui est appelé aux États-Unis le rock noir.

## Style et albums
Oren Bloedow et Jennifer Charles se sont rencontrés en 1990 à New York, alors qu'ils vivaient de tours de scène en interprétant des reprises. Ils forment un groupe en 1995, dont le nom vient des champs Élysées, le lieu où, dans la mythologie grecque, les héros et les poètes vivaient une éternelle béatitude après leur mort.
Ils enregistrent un an après la fondation du groupe un mini-album, puis un album complet, Bleed your cedar, suivi rapidement par un autre produit par Steve Albini, jamais vendu, car leur maison de production voulait qu'ils modifient leur style pour quelque chose de plus plat et plus vendeur. Ils rompent alors avec elle ; leur album suivant, Queen of the Meadow, connaît un certain succès.
Le groupe sort Dreams That Breathe Your Name en France et au Benelux en juin 2003, et en 2004 aux États-Unis. Ces dates décalées s'expliquent par le succès que le groupe rencontre en Europe, alors qu'il n'est qu'un groupe underground aux États-Unis. Leur participation à l'album Mustango de Jean-Louis Murat (1999, sur le single Jim, ou encore sur le titre Bang Bang) leur permet de se faire connaitre auprès du public de ce chanteur. En 2004, Jennifer Charles participe encore à l'album de Jean-Louis Murat co-écrit avec Fred Jimenez A Bird on poire, nommé dans la catégorie meilleur disque pop/rock aux Victoires de la Musique. Le groupe resté proche du chanteur, c'est autour d'Oren Bloedow d'être crédité dans l'album "Babel" en 2014.  Le groupe poursuit
Fin 2005, sort en Europe Bum raps & love taps, dédicacé à la grand-mère de Jennifer Charles (la chanson titre lui est consacrée). La chanson Duel with Cudgels s'inspire d'une peinture de Goya, Duel à coups de gourdin.
Le groupe est désormais signé sur un label indépendant français: Vicious Circle
Nick Kent dit de leur musique « peut-être devons nous les remercier de produire un son unique et en dehors du courant principal, aussi sensuel et torride qu'un rêve d'insomniaque ». Le projet de Jennifer Charles est de chanter de manière sensuelle des textes inquiétants : Hearts are open graves (Les cœurs sont des tombes ouvertes), Black acres, un texte d'Edgar Allan Poe sur Queen of the meadow. D'autres morceaux sont plus dans la tradition du rock'n'roll, rythmés et grivois (comme Timing is everything, sur Dreams that breathe your name, où JC évoque la boule destructrice qui frappe sa petite maison rose). Enfin, Passing up the stairs est une ballade mélancolique, interprétée en duo.

## Discographie
- 1996 : Star (ep), Radioactive
- 1996 : Bleed your Cedar, Radioactive
- 1998 : Black Acres, également appelé Clinical Trial, The Albini Record ou The Lost second album : cet album n'a jamais été édité, Universal ne souhaitant pas le diffuser ; le groupe encourage son échange via les réseaux de peer-to-peer ;
- 2000 : Queen of the Meadow, Jetset (numéro 5 des CMJ Charts aux États-Unis)
- 2003 : Dreams that Breathe your Name, PIAS/Bang
- 2005 : Bum Raps & Love Taps
- 2009 : Afterlife
- 2010 : Queen of the Meadow (réédition)
- 2011 : Last Night on Earth
- 2014 : For House Cats and Sea Fans
- 2016 : Ghosts of No
- 2018 : Pink Air
- 2020 : Transience Of Life
- 2024 : What The Thunder Said